# HERO 〜希望の歌〜/CHA-LA HEAD-CHA-LA
『HERO 〜希望の歌〜/CHA-LA HEAD-CHA-LA』（ヒーロー きぼうのうた/チャラ・ヘッチャラ）は、FLOWの25枚目のシングル。2013年3月20日にKi/oon Musicより発売された。

## 解説
17thシングル｢SNOW FLAKE 〜記憶の固執〜/PULSE｣以来となる両A面シングルであり、両曲ともアニメ映画『ドラゴンボールZ 神と神』のタイアップとなっている。
完全生産限定シングルとなっており、現在は廃盤となっている。
2曲目の「CHA-LA HEAD-CHA-LA」は、影山ヒロノブの16thシングルであり、ドラゴンボールシリーズの3代目主題歌のカバーである。 全6曲収録で、過去作「RISING DRAGON」のDJ DRAGON RemixとCHA-LA HEAD-CHA-LAの英語バージョンほかカラオケ2曲が収録された。

## 収録内容
| #         | タイトル                                                             | 作詞           | 作曲      | 編曲            |                       | 時間  |
| --------- | -------------------------------------------------------------------- | -------------- | --------- | --------------- | --------------------- | ----- |
| 1.        | 「HERO 〜希望の歌〜」(東映配給映画『ドラゴンボールZ 神と神』劇中歌)  | FLOW           | 浅川岳史  | FLOW & 本間昭光 |                       | 3:37  |
| 2.        | 「CHA-LA HEAD-CHA-LA」(東映配給映画『ドラゴンボールZ 神と神』主題歌) | 森雪之丞       | 清岡千穂  | FLOW            |                       | 3:23  |
| 3.        | 「RISING DRAGON -DJ DRAGON Remix-」                                  | KOHSHI & KEIGO | TAKE      |                 | リミックス: DJ DRAGON | 3:32  |
| 4.        | 「CHA-LA HEAD-CHA-LA -Official English Ver.-」                       |                |           |                 |                       | 3:25  |
| 5.        | 「HERO 〜希望の歌〜 -Instrumental-」                                 |                |           |                 |                       | 3:37  |
| 6.        | 「CHA-LA HEAD-CHA-LA -Instrumental-」                                |                |           |                 |                       | 3:23  |
| 合計時間: | 合計時間:                                                            | 合計時間:      | 合計時間: | 合計時間:       | 合計時間:             | 20:57 |

### 楽曲解説
1. HERO 〜希望の歌〜
歌詞は「Gimme Gimme パワー」などドラゴンボールの世界観を意識したものとなっている。
2. CHA-LA HEAD-CHA-LA
影山ヒロノブの同曲のカバー。エレクトロアレンジされている。
3. RISING DRAGON -DJ DRAGON Remix-
「RISING DRAGON」は、4thシングル「GO!!!」カップリング曲であり、本作ではDJ DRAGONによりリミックスされている。

## 収録アルバム
オリジナル
- 「FLOW THE MAX!!!」

ベスト
- 「FLOW ANIME BEST 極」
- 「FLOW THE BEST 〜アニメ縛り〜」

両アルバム共に2曲収録されている。